# Посёлок совхоза «Комсомолец»
совхо́за «Комсомо́лец» — посёлок в Тамбовском районе Тамбовской области России. Административный центр Комсомольского сельсовета.

## География
Посёлок находится на железной дороге Тамбов — Мичуринск — Липецк, с юга примыкая к автомобильной трассе Тамбов — Мичуринск (Р-22 «Каспий»), на расстоянии 10 км к западу от города Тамбов, административного центра района и области.

### Часовой пояс
Посёлок совхоза «Комсомолец», как и вся Тамбовская область, находится в часовой зоне МСК (московское время). Смещение применяемого времени относительно UTC составляет +3:00.

## История
Совхоз «Комсомолец» был организован в августе 1929 года в 1 км от железнодорожной станции Пушкари, которая была построена в 1868 году при строительстве Рязано-Уральской железной дороги на землях Пушкарской слободы.

## Население
| 2002 | 2010  | 2021  |
| ---- | ----- | ----- |
| 3789 | ↗3923 | ↘3714 |

### Национальный состав
Согласно результатам переписи 2002 года, в национальной структуре населения русские составляли 98 % из 3789 чел.

## Улицы
| - ул. Весенняя, - ул. Виноградная, - пер. Виноградный, - пер. Дорожный, - ул. Дружбы, - ул. Железнодорожная, - ул. Западная, - ул. Зелёная, - ул. Каштановая, - ул. Кленовая, | - ул. Комсомольская, - ул. Луговая, - ул. Малиновая, - ул. Медовая, - ул. Мира, - ул. Молодёжная, - ул. Ново-Южная, - ул. Новосёлов, - ул. Озёрная, - пер. Озёрный, | - ул. Октябрьская, - ул. Парковая, - пер. Пионерский, - ул. Победы, - ул. Полевая, - ул. Привокзальная, - пер. Пушкарский, - ул. Пушкина, - ул. Пшеничная, - ул. Рабочая, | - ул. Сабетова, - ул. Садовая, - ул. Светлая, - ул. Свободы, - ул. Северная, - ул. Солнечная, - ул. Соловьиная, - пер. Спортивный, - ул. Станционная, - ул. Степная, | - пер. Строителей, - ул. Тамбовская, - ул. Урожайная, - ул. Фабричная, - ул. Центральная, - ул. Широкая, - ул. Школьная, - пер. Энергетиков, - ул. Энергостроевская, - ул. Южная. |